# 昭淑贵妃
昭淑貴妃（1022年—1114年），周姓，為北宋宋仁宗妃，秦國魯國賢穆明懿大長公主及燕國舒國大長公主生母。

## 生平
周氏出身開封，四歲時，隨其姑母入宮為女侍。后因侍奉宠妃张贵妃（后来的溫成皇后），被年纪比她还要小的张贵妃认做养女，得以為宋仁宗侍寢，封为安定郡君，並生下燕國舒國大長公主等兩位公主，册封为美人，婕妤，婉容。
周氏所生的兩位公主紛紛下嫁後，被晉封為賢妃。仁宗駕崩後，周氏一直活到宋徽宗即位後，並逐渐被加封為德妃，淑妃，貴妃，這其中的40多年，周氏一直過著儉樸的禮佛生活。
後來，燕國舒國大長公主過世，徽宗准許周氏離開後宮，並在宮外營建私宅與親友往來。周氏相當地長壽，一直活到九十三歲逝世，諡號昭淑。